# Шато Марго
Шато́ Марго́ (фр. Château Margaux) — французское винодельческое хозяйство, расположенное в коммуне Марго округа Медок. Согласно «Официальной классификации вин Бордо 1855 года», относится к категории Premier Grand Cru Classé, то есть высшей категории в классификации. Входит в пятёрку лучших производителей бордо вместе с Château Mouton-Rothschild, Château Lafite-Rothschild, Château Latour и Château Haut-Brion.
Производит три вина с собственных виноградников: Château Margaux (основное или «первое» красное вино хозяйства), Pavillon Rouge du Château Margaux («второе» красное вино хозяйства) и Pavillon Blanc du Château Margaux (белое вино хозяйства). Хозяйство полностью принадлежит Коринн Менцелопулос с 2003 года, после приобретения ею 75 % акций хозяйства у семьи Аньелли. Её отец Андре Менцелопулос выкупил 25 % хозяйства у французских негоциантов Пьера и Бернара Жинесте ещё в 1977 году.

## Исторические сведения

### Средние века
Первое упоминание о шато датируется XIII веком: оно называлось тогда Ла Мот де Марго «Château de La Mothe Margaux» (где motte — «холм», на котором возводился донжон). Вина с названиями «Margou» и «Margous» были известны уже с XV века.
Хозяйство меняло владельцев по родовой линии, оставаясь в руках семьи, и часто это происходило путём заключения браков с родственниками. 24 ноября 1377 года Бернар д’Альбре (фр. Bernard d’Albret) завещал владение своей сестре Розе д’Альбре (фр. Rose d’Albret), жене Бертрана де Монферрана (фр. Bertrand de Montferrand). В 1420 году был создан союз между семьей Монферран и Дюфор-Дюра (фр. Dufort-Duras), которые владели замком до 1437 года совместно с Медаром де Дюфор-Дюра (фр. Médard de Dufort-Duras), давшим имя замку Дюфор, расположенному рядом с шато Марго.
В 1479 году Тома де Дюфор (фр. Thomas de Dufort) продал замок Дюфор главе муниципалитета города Бордо Жану Гимелю (фр. Jean Gimel). 24 марта 1479 года дочь Тома де Дюфор вышла замуж за Жана де Лори (фр. Jehan de Lory), который стал владельцем имения Марго, а затем в 1557 году оно перешло к его сыну Луи де Лори (фр. Louis de Lory). После его смерти наследником стал брат Луи — Исаак.

### Новое время
В начале XVII века Пьер де Лестоннак (Pierre de Lestonnac), который приобрёл имение у своего двоюродного брата Исаака, расширил владение, построил новый замок и освободил землю от хлебных полей под виноградники. В дальнейшем эти земли перешли к его внукам — Пьеру (фр. Pierre de Lestonnac) и Оливье де Лестоннак (фр. Olive de Lestonnac), а сами эти события относят к 1611 году, то есть уже после смерти их деда. 20 ноября 1653 Жан-Дени Олед (фр. Jean-Denis Aulède), сын Пьера Лестоннака, унаследовал это имение. С 1658 года он стал именоваться бароном де Ла Мот. 2 августа 1682 года его дочь Жанна-Дени вышла замуж за графа Жозефа де Фумеля (фр. Joseph de Fumel). Само имение оставалось в собственности семьи до 1768 года.
До начала XVIII века земля хозяйства составляла 265 гектаров, треть которых была задействована под виноградники, что практически соответствует современному положению виноградников в этом хозяйстве. В 1770 году граф Эли дю Барри (фр. Élie du Barry) стал владельцем Марго после брака с Лаурой де Фумель (фр. Laure de Fumel), племянницей Жозефа де Фумеля. Граф дю Барри изменил свой титул на граф д’Аргикур. В 1771 году вино из этого имения стало одним из первых вин, которые были проданы на аукционе Кристис. После посещения региона Бордо в мае 1787 года дипломат Томас Джефферсон, известный ценитель и коллекционер вин, отметил, что Château Margaux по своим характеристикам среди красных вин региона является «одним из четырёх виноградников первого качества» (остальные три — Шато Латур, Шато О-Брион и Шато Лафит).
Во время Великой французской революции владелец хозяйства граф Эли дю Барри был казнён на гильотине, а его имущество конфисковано в пользу государства. В конечном итоге хозяйство досталось гражданину Мико (фр. Miqueau), который забросил его и не ухаживал надлежащим образом за виноградниками. Виноградник был спасён Лаурой де Фумель, которая выкупила его у предыдущего владельца. Однако и она была вынуждена продать хозяйство, так оно перешло в 1802 году в собственность Бертрана Дуа (фр. Bertrand Douat) . Последний заплатил за хозяйство 654 000 франков.
Старый замок был снесён, а нынешний замок по заказу маркиза Дуа де Ля Колонилла (фр. Douat de La Colonilla), приобретшего его в 1802 году, был построен в 1810 году архитектором из Бордо Ги Луи Комбесом (Guy-Louis Combes), который был приверженцем неоклассического стиля в архитектуре. Именно он сохранился до настоящих дней и является визитной карточкой как самого имения, так и целого винодельческого региона. Само шато нередко называют «Версалем Медока».
Благодаря усилиям виноделов и виноторговцев постепенно происходит эволюция и слияние шато и вина Марго. При этом акцент был сделан на культурно-историческую составляющую дворянского происхождения, а титул шато стал своего рода символом этого аристократизма и приверженности традициям. Винный писатель XIX века писал о винтаже 1817 года, что дом является зримым образом винтажа. По его мнению, благородное, строгое, даже немного мрачное поместье шато Марго создаёт впечатление древнего храма, посвящённого культу вина:
И виноградник, и поместье лишены вычурных украшений, но как вино нужно сервировать, прежде чем оно раскроет всё свое очарование, так и поместье ждёт посетителя, прежде чем раскрыть свои достоинства. И в том и в другом случаях на ум приходят одинаковые слова: изящество, благородство, изысканность и утончённое удовольствие, которые получаешь от того, что пользовалось вниманием и любящей заботой в течение многих поколений. Вино долго созревало, в доме долго жили; и то, и другое отмечены неизгладимой печатью времени и ревностных трудов.
В 1836 году хозяйство перешло в собственность испанского дворянина Александра Агвадо за 1 350 000 франков. На первой парижской Всемирной выставке 1855 года Торгово-промышленная палата Франции по поручению императора Наполеона III отобрала и классифицировала лучшие французские вина, которые были проранжированы по цене и значимости и получили категории, так называемые «крю» (от фр. Cru), с первой по пятую. Почти все красные вина, попавшие в классификацию, были доставлены из региона Медок. «Шато Марго» было помещено в категорию Premier Grand Cru Classé, то есть высшую категорию в классификации, определяющей до настоящего времени уровни качества и важность для экономики Франции винодельческих хозяйств. Фактически такая классификация сложилась задолго до этого на основе ежегодных заметок и отчётов бордоских винных негоциантов о качестве и цене входящих в моду вин Медока и Сотерна, а одна из первых сохранившихся ценовых классификаций отдельных крю относится к 1745 году. Также примечательно, что в оригинальной классификации из 79 винодельческих поместий 74 поместья фигурируют только под именем собственным и только пять имеют дополнительный титул «chateau» — это безусловные тогдашние и современные лидеры — «Шато Марго», «Шато Лятур», «Шато Лафит», «Шато Д’Иссан» и «Шато де Бешвель».
Александр Дюма (отец) в своём «Большом кулинарном словаре» (Grand Dictionnaire de cuisine; опубликован посмертно в 1873) писал, что лучшие крю в окрестностях Бордо, где производятся красные вина — «Шато-Лафит», «Шато-Латур», «Шато-Марго», «Шато-о-Брион», «Премье-Грав» и «Сегюр-Медок», а сами бордоские вина он называет лучшими во всей Франции. При перечислении лучших красных французских вин (выдержанные вина исключительно высокого качества) писатель и кулинар называет «Шато-Марго» среди первых марок местных вин (остальные — «Жиронда», «Шато-Латур», «Шато-Лаффитт» и «Шато-О-Брион»).
В апреле 1868 года Фридрих Энгельс отвечал на вопросы анкеты «Исповедь» в альбоме Женни Маркс, старшей дочери Карла Маркса. В пункте «представление о счастье» он написал: «Шато-Марго 1848 г.» (в выборе даты урожая, возможно, содержится намёк на революционные события 1848 года).
В 1879 году хозяйство было продано сыном Агвадо виконту Пилле, который удерживал за собой хозяйство до 1920 года, а затем продал синдикату во главе с Пьером Моро (фр. Pierre Moreau).
В 1925 году большая часть акций хозяйства была выкуплена торговцем винами из Бордо Фернаном Жинесте (фр. Fernand Ginestet), который также являлся владельцем хозяйства Château Lascombes. В дальнейшем доля акций, приобретённых Жинесте, росла до тех пор, пока в 1949 году его сын Пьер не получил полную собственность над хозяйством.
В 1946 году архитектурный ансамбль шато Марго был включён в специальный список как исторический памятник.

### Современная история
После мирового экономического кризиса 1973 года семья Жинесте была вынуждена продать Château Margaux. Попытка компании «National Distillers & Chemical Corporation» приобрести хозяйство была заблокирована правительством Франции в связи с тем, что имение было объявлено «национальным достоянием».
В 1976 году хозяйство приобрела группа Феликса Потена (Félix Potin) во главе с Андре Менцелопулосом за сумму около 72 млн франков. Менцелопулос реформировал хозяйство, восстановив заброшенные виноградники и имение, следуя рекомендациям опытного энолога Эмиля Пейно. Менцелопулос сообщил ему о своих планах делать лучшее в мире вино: «Всё очень просто, — последовал ответ — вы только должны предоставить мне лучший виноград». Пейно заслуженно считается одним из лучших в мире энологов второй половины XX века, он работал с бордоскими шато первого ряда, а также консультировал известные винные дома по всему миру. Пейно был одним из главных инициаторов внедрения адаптации яблочно-молочного брожения в виноделии (технология вторичного брожения вина), и в конечном итоге она была принята, а современные красные бордоские вина не имеют права её не проходить. Уже к моменту смерти Менцелопулоса в 1980 году Château Margaux восстановили репутацию хозяйства категории «Первые крю» классификации вин бордо, что было достигнуто с винами урожая 1978 и 1979 годов, которые были объявлены «исключительными».
В начале 1990-х годов были заключены соглашения об обмене акций с семьей Аньелли, а управление хозяйством осталось в руках дочери Андре Менцелопулоса Коринн, несмотря на то, что семья Аньелли владела 75 % акций хозяйства. В 2003 году, после смерти Джованни Аньелли, Коринн Менцелопулос выкупила контрольный пакет акций хозяйства за 350 млн евро и стала единоличной владелицей хозяйства. Начиная с 1990 года хозяйством Коринн Менцелопулос года руководил энолог Поль Понталье (фр. Paul Pontallier), проработавший здесь в общей сложности более 30 лет. Понталье умер в марте 2015 года, а в октябре того же года на этом посту его сменил Филипп Басколь (фр. Philippe Bascaules).

### В России
В России вина из региона Бордо стали популярны в XVIII веке. Уже в 1740 году в Санкт-Петербург было отправлено 700 бочек бордоского вина. По мере роста популярности в Европе «новых красных вин» Бордо, имена знаменитых замков и областей становились известны и в России, в том числе и шато Марго. В газете «Московские ведомости» в марте 1786 года публиковалось объявление, из которого следовало, что в особняке «именитого гражданина» А. Я. Уварова можно было приобрести в его питейном погребе различные спиртные напитки высокого качества, в том числе и «Шато-Марго». Несмотря на натянутые отношения между Россией и Францией в эпоху наполеоновских войн, французские вина неизменно сохраняли популярность. Так, ещё накануне битвы при Смоленске в газете «Московские ведомости» от 31 июля 1812 года в рубрике объявлений можно было прочесть: «На Петровке, в доме г-жи Раевской, в винном погребе Татона получены разные французские вина в оксофтах, лучших сортов, как то: Медок, Го-Марго, Шато-Лафит, Шато-Марго, Го-Брион, Эрмитаж, вино белое Вейндеграф, старое Французское, Гобарзак, Сотерн, Мадера и всяких сортов французские вина бутылками и ящиками».
В ходе войны 1812 года, при отступлении Великой армии из России, в захваченном императорском обозе русские обнаружили винные запасы в том, числе и Шато-Марго. Художник В. В. Верещагин писал по этому поводу в своём историческом исследовании: «В захваченном казаками собственном обозе Наполеона всего больше понравились им и офицерам бутылки с буквами N и императорскою короной — в бутылках было старое Шато-Марго!»
Согласно «Энциклопедическому лексикону» («Лексикон Плюшара»; 1834—1841 гг.) вина из Бордо были более известны в России под названием вин из Медока и Вендеграфа. Вина из Медока характеризовались, как первые по количеству и качеству: «Это вино, достигнув высочайшей степени своего совершенства, <…>, должно иметь прекрасный цвет и запах похожий на фиалку; оно должно быть весьма тонко, чрезвычайно приятного вкуса, оживлять желудок, не ударяя в голову, и оставлять дыхание без запаха, а напротив производить свежесть во рту. Вообще это вино считается здоровейшим из Европейских вин». При перечислении вин «Лексикон» первым из высшего разряда лучших образцов Медока называет именно Шато-Марго, но наиболее «уважаемым» признаёт всё же Лафит, а не Шато-Марго, которое по своим вкусовым характеристикам «легче, обладает всеми изящными качествами Лафита, но не имеет его высокого букета».
Ю. М. Лотман в своём исследовании, посвящённом российскому дворянскому быту и привычкам в области кулинарии, писал про порядки в сфере употребления спиртных напитков, установленные в доме П. Д. Дурново: «В этой области вкусы хозяев чрезвычайно устойчивы. В доме пьют вообще мало. Водки, при том что обедают каждый день человек пять мужчин, за месяц выпивают бутылку горькой английской и полштофа — редко штоф — сладкой. Вино закупают четыре раза в год в сентябре, январе, марте и потом в начале лета для дачи. Покупают, как правило, сто двадцать бутылок красного — „Марго“ и белого виноградного же, „вейндеграс“ — шестьдесят бутылок».
Во второй половине XIX века при императорском дворе наибольшей популярностью пользовались бордоские красные и игристые вина. Среди бордоских красных вин чаще всего встречаются такие марки: «Медок», «Сен-Жюльен», «Шато-Марго», «Шато-Лафит», «Шато-Леовиль», «Бран-Мутон», «Бран-Рояль». В 1887 году для императорского винного погреба было закуплено 4317 бутылок вина «Шато-Марго» урожая 1881 года по 2 рубля 13 копеек за бутылку на сумму 9195 рублей. Во время коронации Николая II в мае 1896 года из 556 бутылок вина, выпитых членами немногочисленной китайской делегации за 15 дней, на «Шато Марго» приходилось 21 бутылка урожая 1881 года. После Октябрьской революции культурные традиции, связанные с винами бордо, были утрачены и возрождение интереса к ним связано уже с современной российской историей.

## Производство
Современное шато представляет собой винодельческое предприятие полного цикла, вокруг которого расположены собственные виноградники. Весной на равнинах Медока практически не бывает заморозков, а летние дожди благодаря хорошей аэрации чаще всего не наносят ущерба качеству винограда. Почвы Медока насыщены гравием, прослоенным глиной, с вкраплениями кварца и других горных пород, из которых наиболее примечателен и благоприятен для винограда известняковый пласт. Почвы же собственно Шато-Марго считаются наиболее выдающимися по своим качествам, обладающими самым изысканным терруаром во всём Медоке и представляют собой смесь мелкого и крупного плоского гравия-голыша с добавлением кремня. При таких выдающихся почвенно-климатических условиях по сохранившей значение до наших дней классификации 1855 года, тут производят одно первое, четыре вторых, четыре третьих и одно четвёртое крю. 
Виноградники хозяйства занимают 262 гектара, из которых 87 включены в аппеллясьон Марго. На 80 гектарах виноградников красного сорта выращивают 75 % Каберне совиньон, 20 % Мерло, по 2 % Каберне фран и Пти вердо, но их пропорция каждый раз может варьироваться от конкретного миллезима. На 12 гектарах виноградников белого сорта с индивидуальным терруаром из особенно мелкого гравия выращивают виноград Совиньон блан, который идёт на изготовление белого вина Pavillon Blanc du Château Margaux и традиционно считается лучшем белым вином Медока.
Средний возраст виноградных лоз хозяйства составляет около 35 лет, и для ассамбляжа второго вина берётся вино из винограда более молодых лоз, а также лоз с самых удалённых участков, подверженных заморозкам и потому приносящих не самый удачный виноград. В целом хозяйство производит около 400 тысяч бутылок вина в год. Также здесь же в хозяйстве налажено производство винных бочек (барриков) из высокоценимой во французском виноделии мелкозернистой древесины дуба лесов Алье из центральной Франции.
Вина, где на этикетке написано просто «Марго» (фр. Margaux) — более ординарные, нежели «Шато Марго», поскольку их делают в нескольких местах коммуны, а не в самом шато.

## В культуре
В художественной литературе вино «Шато Марго» обычно фигурирует как дорогой и статусный напиток, который могут себе позволить немногие. В новелле Эдгара По «Ты еси муж, сотворивый сие» (англ. Thou Art the Man, 1844), примыкающей к детективному циклу писателя, Чарльз Гудфелло, убийца богатого горожанина, особенно любил вино «Шато-Марго», а его приятель м-р Шотльуорти, которого он убил, ранее наблюдал, как первый услаждается и «проглатывает бутылку за бутылкой», и перед своей гибелью пообещал прислать ему ящик «Шато-Марго». Благодаря винному ящику, из которого при помощи китового уса «выскакивает» труп убитого, рассказчик таким хитроумным способом изобличает преступника, и он, поражённый увиденным, признаётся в содеянном.
В фантастической новелле Теофиля Готье «Аррия Марцелла» (1852) хозяин остерии, хвастаясь своим винным погребом, первым среди хранящихся там вин называет «Шато-Марго». В романе Ги де Мопассана «Милый друг» главный герой авантюрист Жорж Дюруа, работающий репортёром в газете, завязав отношения в различных слоях общества, сравнивал себя с человеком, «перепробовавшим одно за другим всевозможные вина и уже не отличающим „шато-марго“ от „аржантея“».
В романе Марселя Пруста «Содом и Гоморра» между госпожой Вердюрен и скульптором Вырадобецким (Ский) в её салоне происходит диалог, во время которого он говорит, что хорошо было бы откупорить шато-марго, шато-лафит, портвейн: — «„Не смешите меня — ведь вы пьете только воду“, — сказала г-жа Вердюрен; притворившись, будто эта прихоть гостя ей доставляет удовольствие, в глубине души она ужаснулась такой расточительности. „Да не для того, чтобы пить, — возразил Ский, — мы наполним наши бокалы, а потом принесут дивные персики, громадные апельсины и поставят здесь — так, чтобы на них падал луч заката; это будет многокрасочно, как лучший Веронезе“. — „Обойдется это почти во столько же“, — проворчал Вердюрен».
Одним из почитателей вина был Эрнест Хемингуэй, который неоднократно упоминал его в своих книгах и корреспонденции. В июне 1928 года он советовал своей сестре Марселине Хемингуэй-Сэнфорд посетить парижское кафе на площади Бастилии: «Только ради Христа, никому об этом месте не рассказывай — магнумов там осталось всего пять. А в остальном у них все вина хорошие. Попробуй Марго (красное бордо). И не забудь сказать сомелье, что ты — моя сестра». В его романе «Фиеста» герой книги, зайдя в ресторан, заказывает это вино: «За неимением другой компании я заказал бутылку „шато марго“. Приятно было пить медленно, и смаковать вино, и пить в одиночестве. Бутылка вина — хорошая компания». В эссе «Смерть после полудня», отмечая, что «культура потребления вина стоит в ряду наиболее значительных достижений цивилизации», но и имеет негативные последствия для организма, Хемингуэй писал, что он скорее согласится иметь вкус, который позволит ему «в полной мере насладиться бутылочкой „шато марго“ или „шато о-брион“ (хотя излишества, на которые я пускался, приобретая столь тонкий вкус, довели печень до состояния, при котором мне уже нельзя пить „ришбур“, „кортом“ или „шамбертен“), нежели обладать лужёными кишочками моей молодости, когда все красные вина — кроме портвейна — были под стать горькому пиву, а выпивка представляла собой процесс поглощения чего угодно, зато в таком количестве, что море стало по колено». В честь этого вина была названа внучка писателя — Марго Хемингуэй: её родители Пак и Джек Хемингуэй (первый сын Эрнеста Хемингуэя) пили это вино в ночь её зачатия, в связи с чем сменили ей имя на французский манер с Margot на Margaux.
В 2004 году рок-группа «Сплин» выпустила песню «Шато Марго» в составе альбома «Реверсивная хроника событий», рефреном которой служат следующие слова: «Всё хорошо, / Шато Марго, / Всё хорошо, Шато Марго — Это любовь».